# Diocèse de la Seine
Cet article court présente un sujet plus développé dans : Archidiocèse de Paris.
Le diocèse de la Seine ou, en forme longue, le diocèse du département de la Seine est un ancien diocèse de l'Église constitutionnelle en France.
Créé par la constitution civile du clergé de 1790, sous le nom de diocèse de Paris ou diocèse du département de Paris, il prend le nom de diocèse de la Seine en 1795. Il est supprimé à la suite du concordat de 1801. Il couvrait le département de la Seine. Le siège épiscopal était Paris.